# Журавлиная благодарность
«Журавли́ная благода́рность» (яп. 鶴の恩返し цуру-но онэгаэси) — японская народная сказка, связанная с темой табу. Её источником, вероятно, служит китайская легенда VIII века. 
Сказка повествует о деде, который спас журавля из ловушки. Со временем журавль посещает деда в виде девушки и пытается отблагодарить подарком, который создаёт в потайной комнате дома деда. Дед, вопреки обещанию, подглядывает за работой девушки и видит, что она — это спасённый им журавль. Из-за нарушения соглашения журавль навсегда покидает деда, не успевая поблагодарить. В зависимости от региона детали сказки меняются. В некоторых вариантах главным героем вместо деда является молодой человек или семья, состоящая из двух пожилых людей. Несколько иной вариант сюжета, где молодой человек в итоге женится на молодой девушке-журавле, известен под названием Цуру-нёбо (鶴女房) — «Журавль-жена»).
В 1977 году на студии «Союзмультфильм» режиссёр Идея Гаранина на основе варианта сказки выпустила мультфильм под названием «Журавлиные перья».